# あおい輝彦
あおい 輝彦（あおい てるひこ、本名：青井 輝彦〈読み同じ〉、1948年1月10日 - ）は、日本の俳優、歌手、声優。男性アイドルグループ・ジャニーズの元メンバー。日本大学鶴ヶ丘高等学校、日本大学芸術学部卒業。

## 所属事務所
ジャニーズ事務所 → 劇団四季 → バーニングプロダクション → タドポール企画 → 松沢事務所 → アクターズプロモーション → 有限会社ユーリー → しまだプロダクション

## 来歴

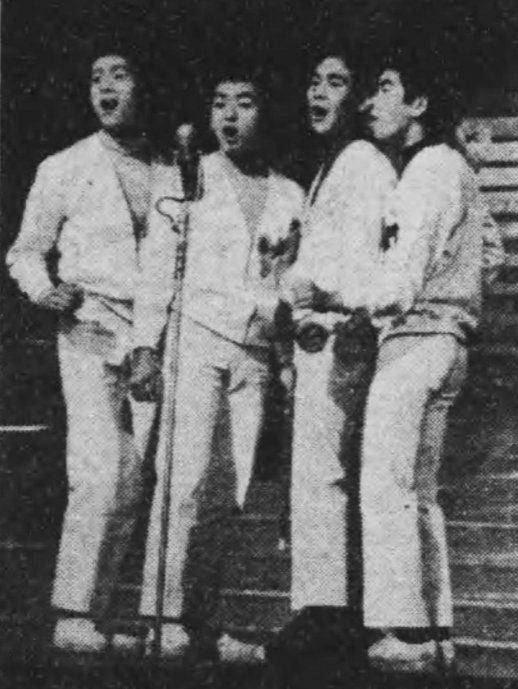
ジャニーズ（1965年）

デビュー以前には『週刊少年マガジン』の表紙を飾ったこともある。
アイドルグループ・ジャニーズのメンバーとして1962年に芸能界デビュー。現芸名は、すべて漢字では「硬い」というジャニー喜多川の提案により名字をひらがな表記にしたものである。
ジャニーズは1967年12月31日に解散。もともとジャニーズはアイドルになることが目標ではなく、グループを中途で休業しアメリカに4ヶ月半留学した。渡米したあおいは歌や踊りのレッスンとミュージカル鑑賞に明け暮れ、予定になかったレコーディングもした。仕事の都合で帰国したものの、アメリカでの経験からグループ活動の継続についてメンバーで考えた結果、解散に至ったという。あおい自身は「芝居」への志向を抱く。
グループの解散後、当時四季株式会社の代表だった浅利慶太の勧めにより、劇団四季の研究生となる。
1968年、木下恵介アワー枠のドラマ『おやじ太鼓』に出演。ジャニーズ解散後初の出演作となる。また同年、初のソロシングルをリリースした。
1970年、アニメ『あしたのジョー』の主人公・矢吹丈役に抜擢された。あおいは少年時代からのボクシング好きで『ジョー』のファンでもあったが、オファーの当初は「声優と俳優の違い」を理由に断ったという。しかしプロデューサーの熱意を受けて承諾する。最初のアフレコの時に「すでにジョーは僕のなかにいました」と回想しており、ジョーを演じた中で「アテレコをやったつもりはない。ジョーの声を作ってもいません。」と述べている。
1970年から1971年、TBSテレビ系列の火曜ドラマ『二人の世界』に出演。自身が歌った主題歌『二人の世界』は、オリコン週間最高3位、同年の年間シングルチャートではトップ20入りする。
1972年10月、5年の交際期間を経てファッションモデルの秦紀子と結婚。ホノルルの教会で挙式した。
1976年6月にリリースした『あなただけを』が、オリコン週間チャートで6週連続第1位を獲得、同年の年間シングルチャートでも第7位に入り、自身最大のヒット曲となる。また同曲で『第27回NHK紅白歌合戦』にソロとして初出場した。さらに同年、あおいは第9回日本有線大賞において有線ヒット賞と特別敢闘賞を受賞している。
1976年11月に公開された映画『犬神家の一族』に犬神佐清役で出演。同映画は1976年邦画配給収入2位のヒット作となる。なお、同年の邦画配給収入1位となった映画は『続・人間革命』であり、あおいは同作で山本伸一役を演じている。
1976年12月7日未明、自宅から現金54万円が盗まれるという被害に遭った。
翌1977年には前年に続いて『Hi-Hi-Hi』がオリコン週間最高7位（1977年度年間46位）、『センチメンタルカーニバル』がオリコン週間最高8位（1977年度年間53位）を記録する。
1983年、映画『大日本帝国』の小林幸吉役で第6回日本アカデミー賞優秀助演男優賞を受賞。
1988年より、『水戸黄門』で12年間に渡り、助さんこと佐々木助三郎を演じる。
2004年、17年ぶりとなる新曲『倖せ来るり』をリリースした。
2013年、芸能生活50周年を迎え、記念コンサートを開催した。

## 人物
本人曰く寒がりである。『水戸黄門』の撮影中、暑がりの伊吹吾郎が冬でも楽屋の冷房をつけるため、よく冗談で喧嘩をした。
バードウォッチングが趣味で、鳥の鳴きマネが得意。
『水戸黄門』の撮影で京都に通ううち、大の日本酒好きとなる。2003年には青木酒造と共同で、米の栽培から大吟醸の仕込みまでを行った。仕込まれた酒は限定販売された。2005年10月1日、日本酒サービス研究会・酒匠研究会連合会により、名誉唎酒師酒匠に任命された。
あおいが飼っていた紀州犬・あおい龍号は、1980年にドラマ『黄金の犬』にゴロ役で出演し、翌年には『炎の犬』にリュウ役で出演している。

## 家族
娘の青井英里奈はタイに留学中、ヒップホップグループのエリナ＆アフロブロスとしてデビューしており、エリナ＆カッパロールとして日本でもデビューしている。

## ディスコグラフィ
- 1：ビクター、2〜7：RCA、8〜10：エレック、11〜21・27：テイチク、22〜26：キャニオン、28：ガウス。

### シングル
| #  | 発売日          | A/B面 | タイトル                   | 作詞                | 作曲           | 編曲              | 規格品番   |
| -- | --------------- | ----- | -------------------------- | ------------------- | -------------- | ----------------- | ---------- |
| 1  | 1968年 8月5日   | A面   | 僕の秘密                   | あおい輝彦          | あおい輝彦     | 鈴木邦彦          | SV-1025    |
| 1  | 1968年 8月5日   | B面   | あの娘はマーメイド         | あおい輝彦          | あおい輝彦     | 鈴木邦彦          | SV-1025    |
| 2  | 1971年 2月5日   | A面   | 二人の世界                 | 山田太一            | 木下忠司       | 木下忠司          | JRT-1141   |
| 2  | 1971年 2月5日   | B面   | あかりを消して             | 山田太一            | 木下忠司       | 青木望            | JRT-1141   |
| 3  | 1971年 5月5日   | A面   | 三人家族                   | 木下忠司            | 木下忠司       | 木下忠司          | JRT-1165   |
| 4  | 1971年 7月5日   | A面   | ひとりの旅                 | 山田太一            | 木下忠司       | 木下忠司          | JRT-503    |
| 4  | 1971年 7月5日   | B面   | 平和の握手                 | 岩谷時子            | J.Fontana      | 若松正司          | JRT-503    |
| 5  | 1972年 1月25日  | A面   | 夜霧のかなたへ             | 阿久悠              | 都倉俊一       | 都倉俊一          | JRT-1211   |
| 5  | 1972年 1月25日  | B面   | 愛の未完成                 | 阿久悠              | 三木たかし     | 青木望            | JRT-1211   |
| 6  | 1972年 6月25日  | A面   | おいたち                   | 千家和也            | 都倉俊一       | 青木望            | JRT-1233   |
| 6  | 1972年 6月25日  | B面   | 泪の河                     | 千家和也            | 都倉俊一       | 青木望            | JRT-1233   |
| 7  | 1972年 9月5日   | A面   | 恋人たちの海               | 谷口美恵子          | 佐々木勉       | 青木望            | JRT-1249   |
| 7  | 1972年 9月5日   | B面   | 愛を求めて                 | 佐々木勉            | 佐々木勉       | 青木望            | JRT-1249   |
| 8  | 1973年 9月25日  | A面   | リボンフラワー             | あおい輝彦          | あおい輝彦     | [ 注 2 ]          | AIS-1      |
| 8  | 1973年 9月25日  | B面   | ガラスの恋                 | あおい輝彦          | あおい輝彦     | [ 注 2 ]          | AIS-1      |
| 9  | 1974年 5月10日  | A面   | 君がいても                 | 門谷憲二            | あおい輝彦     | [ 注 2 ]          | AIS-7      |
| 9  | 1974年 5月10日  | B面   | 薔薇の殺意                 | 門谷憲二            | あおい輝彦     | [ 注 2 ]          | AIS-7      |
| 10 | 1974年 11月10日 | A面   | 旅の終り                   | 岡田冨美子          | あおい輝彦     | 竹中尚人 佐藤準   | AIS-18     |
| 10 | 1974年 11月10日 | B面   | 君がいなくちゃ             | 岡田冨美子          | あおい輝彦     | 竹中尚人 佐藤準   | AIS-18     |
| 11 | 1976年 6月25日  | A面   | あなただけを               | 大野真澄            | 常富喜雄       | 惣領泰則          | RS-11      |
| 11 | 1976年 6月25日  | B面   | 水鳥たちの季節             | 山本寛太郎          | 山本寛太郎     | 惣領泰則          | RS-11      |
| 12 | 1976年 10月25日 | A面   | 君が優しすぎるから         | 岩谷時子            | 井上忠夫       | 浅野孝己          | RS-36      |
| 12 | 1976年 10月25日 | B面   | 夜明けのプレリュード       | 門谷憲二            | あおい輝彦     | 薗広昭            | RS-36      |
| 13 | 1977年 3月5日   | A面   | Hi-Hi-Hi                   | 森雪之丞            | 森雪之丞       | 高田弘            | RS-50      |
| 13 | 1977年 3月5日   | B面   | 君、ただ一人               | 阿部敏郎            | 阿部敏郎       | 馬飼野俊一        | RS-50      |
| 14 | 1977年 6月25日  | A面   | センチメンタル・カーニバル | 阿部敏郎            | 阿部敏郎       | 馬飼野俊一        | RS-70      |
| 14 | 1977年 6月25日  | B面   | 湘南ビーチガール           | うさみかつみ        | 岡田史郎       | 高田弘            | RS-70      |
| 15 | 1977年 10月5日  | A面   | ジャニスを聴きながら       | 荒木一郎            | 荒木一郎       | 薗広昭            | RS-88      |
| 15 | 1977年 10月5日  | B面   | 一人きり、帰り道           | 阿部敏郎            | 阿部敏郎       | 馬飼野俊一        | RS-88      |
| 16 | 1978年 2月5日   | A面   | バラの渚                   | 中里綴              | 長戸大幸       | 馬飼野俊一        | RS-107     |
| 16 | 1978年 2月5日   | B面   | 海岸道路                   | 阿部敏郎            | 阿部敏郎       | 馬飼野俊一        | RS-107     |
| 17 | 1978年 6月25日  | A面   | 小麦色のヴィーナス         | うさみかつみ        | Felix Fitial   | 薗広昭            | RS-125     |
| 17 | 1978年 6月25日  | B面   | ルート17                   | 網倉一也            | 網倉一也       | 馬飼野俊一        | RS-125     |
| 18 | 1979年 1月25日  | A面   | 北アルプス                 | ちあき哲也          | 平尾昌晃       | 船山基紀          | RS-150     |
| 18 | 1979年 1月25日  | B面   | ブルースノー               | ちあき哲也          | 平尾昌晃       | 船山基紀          | RS-150     |
| 19 | 1979年 4月25日  | A面   | サマー・エンジェル         | 麻美一希            | 麻美一希       | 馬飼野俊一        | RS-160     |
| 19 | 1979年 4月25日  | B面   | ミッドナイト・ブルー       | 麻生香太郎          | 八角朋子       | 馬飼野俊一        | RS-160     |
| 20 | 1980年 1月25日  | A面   | 再会                       | 網倉一也            | 網倉一也       | 吉川忠英 薗広昭   | RS-196     |
| 20 | 1980年 1月25日  | B面   | しゃれた沈黙               | 篠塚満由美          | 大野雄二       | 木森敏之          | RS-196     |
| 21 | 1980年 5月25日  | A面   | いつも君のそばに           | 山上路夫            | 平尾昌晃       | 竜崎孝路          | RS-211     |
| 21 | 1980年 5月25日  | B面   | 遠い旅路                   | 山上路夫            | 平尾昌晃       | 竜崎孝路          | RS-211     |
| 22 | 1981年 6月      | A面   | 哀しみのレッド・ローズ     | 湯川れい子          | 井上大輔       | 井上大輔          | 7A-0085    |
| 22 | 1981年 6月      | B面   | Baby don't you cry         | 井上詩苑 湯川れい子 | 井上大輔       | 井上大輔          | 7A-0085    |
| 23 | 1982年 5月      | A面   | 再会物語                   | 阿久悠              | 井上大輔       | 井上大輔          | 7A-0178    |
| 23 | 1982年 5月      | B面   | 蜜月                       | 阿久悠              | 井上大輔       | 井上大輔          | 7A-0178    |
| 24 | 1983年 11月     | A面   | 想い出のRain               | SHOW                | 玉置浩二       | 後藤次利 東郷昌和 | 7A-0334    |
| 24 | 1983年 11月     | B面   | 背中合わせのMornin'        | 小林和子            | 後藤次利       | 後藤次利 東郷昌和 | 7A-0334    |
| 25 | 1984年 6月21日  | A面   | 青い星から                 | 小林和子            | 山崎稔         | 入江純            | 7A-0387    |
| 25 | 1984年 6月21日  | B面   | 金色のVictory              | 小林和子            | 山崎稔         | 入江純            | 7A-0387    |
| 26 | 1987年 10月21日 | A面   | 愛の歴史                   | なかにし礼          | 鈴木キサブロー | 難波弘之          | 7A-0785    |
| 26 | 1987年 10月21日 | B面   | ターミナル                 | 高柳恋              | 鈴木キサブロー | 和泉一弥          | 7A-0785    |
| 27 | 1995年 2月22日  | 01    | あゝ人生に涙あり           | 山上路夫            | 木下忠司       | 木下忠司          | TEDA-10327 |
| 28 | 2004年 6月23日  | 01    | 倖せ来るり                 | あおい輝彦 中村泰士 | 中村泰士       | 綛田陽啓          | GRCA-27    |
| 28 | 2004年 6月23日  | 02    | 恋ふらり                   | 中村泰士            | 中村泰士       | 綛田陽啓          | GRCA-27    |
| 28 | 2004年 6月23日  | 03    | 二人の世界                 | 山田太一            | 木下忠司       | 綛田陽啓          | GRCA-27    |

ノベルティ・ソノシート
- 白い盃（作詞・作曲：あおい輝彦）規格品番：W-431
  - 司牡丹酒造・CMソング。
- 熱い心を解き放せ（作詞：望田市郎／作曲：あおい輝彦）規格品番：W-534
  - 司牡丹酒造・CMソング。B面は「白い盃」。
- 風の中のふたり（作詞：安井かずみ／作曲・編曲：宮川泰／朗読：あおい輝彦）
  - マルマンから発売されたライター「ハーレー」のイメージ朗読楽曲。

### アルバム
| 発売日         | レーベル           | 規格           | 規格品番   | アルバム | 備考 |
| -------------- | ------------------ | -------------- | ---------- | --- | --- |
| 1971年         | RCAレコード        | LP             | 5L-00556   | 二人の世界/あおい輝彦の青春 1. 二人の世界 2. あの素晴らしい愛をもう一度 3. 三人家族 4. 時計を止めて 5. あかりを消して 6. 白い想い出の中で 7. ひとりの旅 8. 平和の握手(ケ・サラ) 9. 知床旅情 10. 知らない海へ一人で 11. 白いブランコ 12. 心の子守唄（ニンナ・ナンナ） | |
| 1972年         | RCAレコード        | LP             | JRS-7197   | 恋人たちの海 1. おいたち 2. 恋人たちの海 3. 愛を求めて 4. このさわやかな風に 5. 明日があるから 6. 泪の河 7. 別れの朝 8. 勝利への讃歌 9. メルシー・シェリー 10. 生命をかけて 11. 愛の未完成 12. 夜霧のかなたへ | |
| 1973年11月10日 | エレックレコード   | LP             | AIL-1      | 免許証 1. 序曲 2. 太陽と稲妻 3. リボンフラワー 4. 真夏の夜の夢 5. 水色の涙 6. 夜明けのプレリュード 7. ガラスの恋 8. 日本の唄 9. 国の為 10. 浮気なスザンナ 11. 君がいても 12. バラよいつまでも | プロデビュー前のCharが参加している。                                                                                                   |
| 2007年3月21日  | バップ             | CD（紙ジャケ） | VPCC-84585 | 免許証 1. 序曲 2. 太陽と稲妻 3. リボンフラワー 4. 真夏の夜の夢 5. 水色の涙 6. 夜明けのプレリュード 7. ガラスの恋 8. 日本の唄 9. 国の為 10. 浮気なスザンナ 11. 君がいても 12. バラよいつまでも | |
| 1974年11月10日 | エレックレコード   | LP             | AIL-4      | ニコラシカ 1. 一曲目 2. 君がいなくちゃ 3. 旅の終り 4. 雨の日 5. 自由の鐘を二人に 6. おはよう 7. たそがれ人生 8. 私は泣いてはいない 9. 別れ 10. 愛の舟に乗って 11. おやすみ | |
| 2007年3月21日  | バップ             | CD（紙ジャケ） | VPCC-84586 | ニコラシカ 1. 一曲目 2. 君がいなくちゃ 3. 旅の終り 4. 雨の日 5. 自由の鐘を二人に 6. おはよう 7. たそがれ人生 8. 私は泣いてはいない 9. 別れ 10. 愛の舟に乗って 11. おやすみ | |
| 1976年10月5日  | テイチクレコード   | LP             | LS-5060    | スタートへの出発 Leave For A Start 1. この素晴しい世界 2. あなたが欲しい 3. あなただけを 4. 水鳥たちの季節 5. 今は昼下がり 6. 二人の世界 7. あしたこそは 8. 別れ 9. 雨の日 10. 旅の終り 11. 私は泣いてはいない 12. 君がいなくちゃ 13. 愛は舟に乗って 14. サヨナラ・マイ・ラブ | 「今は昼下がり」は佐藤公彦とのデュエット。 「あしたこそは」はポール・アンカ提供曲。 「サヨナラ・マイ・ラブ」はタケカワユキヒデ提供曲。 |
| 1977年1月25日  | テイチクレコード   | LP             | GM-44      | あおい輝彦 オンステージ 1976年10月4日、中野サンプラザホールでのコンサートを録音。 1. オープニング 2. あなただけを 3. 太陽のあいつ 4. イエスタデイ 5. あしたこそは 6. ネバーマイラヴ 7. 君が優しすぎるから 8. メルシーシェリー 9. パパ早く歩かないで 10. ニンナナンナ 11. エンディング | |
| 1977年5月1日   | テイチクレコード   | LP             | GM-51      | Hi-Hi-Hi 1. Hi-Hi-Hi 2. ふりむいた君 3. 君が優しすぎるから 4. 僕の秘密 5. ここに幸あれ 6. 君がいても'77 7. あなただけを 8. あの娘はマーメイド 9. 夏のときめき 10. 二人の世界 11. 君、ただ一人 12. 夜明けのプレリュード | |
| 1977年7月25日  | テイチクレコード   | LP             | GM-55      | センチメンタル・カーニバル 1. センチメンタル・カーニバル 2. 湘南ラブストーリー 3. 燃えるサマーサンディー 4. 夏のときめき 5. あの娘はマーメイド 6. 湘南ビーチガール 7. あなただけを 8. Hi-Hi-Hi 9. あしたこそは 10. 夜明けのプレリュード 11. 君、ただ一人 12. 水鳥たちの季節 | |
| 1994年10月21日 | テイチクレコード   | CD             | TECA-15547 | センチメンタル・カーニバル 1. センチメンタル・カーニバル 2. 湘南ラブストーリー 3. 燃えるサマーサンディー 4. 夏のときめき 5. あの娘はマーメイド 6. 湘南ビーチガール 7. あなただけを 8. Hi-Hi-Hi 9. あしたこそは 10. 夜明けのプレリュード 11. 君、ただ一人 12. 水鳥たちの季節 | CD選書 |
| 1977年10月25日 | テイチクレコード   | LP             | PR-1055-56 | あおい輝彦 あなただけを～ジャニスを聴きながら 1. ジャニスを聴きながら 2. 君がいても'77 3. ふりむいた君 4. 湘南ラブストーリー 5. 私は泣いてはいない 6. 海岸道路 7. 夜明けのプレリュード 8. 水鳥たちの季節 9. センチメンタル・カーニバル 10. 君、ただ一人 11. あなたが欲しい 12. 今は昼下がり 13. 雨の日 14. 君が優しすぎるから 15. サヨナラ・マイ・ラブ 16. Hi-Hi-Hi 17. 二人の世界 18. 一人きり、帰り道 19. 別れ 20. 僕の秘密 21. 君がいなくちゃ 22. この素晴しい世界                     | |
| 1981年7月      | キャニオンレコード | LP             | C28A-0169C | Love You Again 1. DISCO ON THE BEACH 2. BABY DON'T YOU CRY 3. 哀しみのレッド・ローズ 4. そっと ONLY YOU 5. 孤独の街 6. LOVE YOU AGAIN 7. 恋の SUMMER PLACE 8. IT'S NEW WORLD(and small world) 9. 30代はムーディー・ロマンス 10. 愛しのレイラ/航海 | |
| 1985年7月21日  | テイチクレコード   | LP             |            | あおい輝彦 オリジナルベスト 1. センチメンタル・カーニバル 2. 湘南ラブストーリー 3. 燃えるサマーサンディー 4. 夏のときめき 5. あの娘はマーメイド 6. 湘南ビーチガール 7. あなただけを 8. Hi-Hi-Hi 9. あしたこそは 10. 夜明けのプレリュード 11. 君、ただ一人 12. 水鳥たちの季節 | |
| 1985年7月21日  | テイチクレコード   | CD             | 30CH-94    | あおい輝彦 オリジナルベスト 1. センチメンタル・カーニバル 2. 湘南ラブストーリー 3. 燃えるサマーサンディー 4. 夏のときめき 5. あの娘はマーメイド 6. 湘南ビーチガール 7. あなただけを 8. Hi-Hi-Hi 9. あしたこそは 10. 夜明けのプレリュード 11. 君、ただ一人 12. 水鳥たちの季節 | |
| 1994年10月21日 | テイチクレコード   | CD             | TECA-15547 | あおい輝彦 オリジナルベスト 1. センチメンタル・カーニバル 2. 湘南ラブストーリー 3. 燃えるサマーサンディー 4. 夏のときめき 5. あの娘はマーメイド 6. 湘南ビーチガール 7. あなただけを 8. Hi-Hi-Hi 9. あしたこそは 10. 夜明けのプレリュード 11. 君、ただ一人 12. 水鳥たちの季節 | |
| 1995年2月22日  | テイチクレコード   | CD             | TECA-20595 | 水戸黄門、愛を唄う 『水戸黄門』出演者によるオムニバスCD。 1. あゝ人生に涙あり（伊吹吾郎、あおい輝彦） 2. 渚でひとり（あおい輝彦） 3. 海辺の居酒屋 4. 愛の逃亡者 5. オヤジの背中 6. 高松ラストナイト 7. 遅咲きの薔薇 8. ふるえて眠れ | |
| 2004年9月1日   | テイチクレコード   | CD             | TECE-1029  | あおい輝彦 定番ベスト 1. あなただけを 2. センチメンタル・カーニバル 3. Hi-Hi-Hi 4. 二人の世界 5. あしたこそは 6. 夜明けのプレリュード 7. 君、ただ一人 8. 水鳥たちの季節 9. 湘南ラブストーリー 10. 燃えるサマーサンディー 11. 夏のときめき 12. あの娘はマーメイド 13. 湘南ビーチガール 14. 小麦色のヴィーナス 15. ジャニスを聴きながら 16. いつも君のそばに | |
| 2009年9月23日  | テイチクレコード   | CD             | TECE-1069  | あおい輝彦 定番ベスト 1. あなただけを 2. センチメンタル・カーニバル 3. Hi-Hi-Hi 4. 二人の世界 5. あしたこそは 6. 夜明けのプレリュード 7. 君、ただ一人 8. 水鳥たちの季節 9. 湘南ラブストーリー 10. 燃えるサマーサンディー 11. 夏のときめき 12. あの娘はマーメイド 13. 湘南ビーチガール 14. 小麦色のヴィーナス 15. ジャニスを聴きながら 16. いつも君のそばに | タイトルは、「テイチクミリオンシリーズ あおい輝彦」。                                                                                  |
| 2011年4月6日   | テイチクレコード   | CD             | TECE-1104  | あおい輝彦 定番ベスト 1. あなただけを 2. センチメンタル・カーニバル 3. Hi-Hi-Hi 4. 二人の世界 5. あしたこそは 6. 夜明けのプレリュード 7. 君、ただ一人 8. 水鳥たちの季節 9. 湘南ラブストーリー 10. 燃えるサマーサンディー 11. 夏のときめき 12. あの娘はマーメイド 13. 湘南ビーチガール 14. 小麦色のヴィーナス 15. ジャニスを聴きながら 16. いつも君のそばに | タイトルは、「あおい輝彦 ゴールデン☆ベスト」。                                                                                         |
| 2006年1月25日  | テイチクレコード   | CD             | TECH-25095 | あおい輝彦 アンソロジー 1966 - 1980 1. 時計をとめて 2. 二人の世界 3. 三人家族 4. 恋人たちの海 5. あなただけを 6. あなたが欲しい 7. 今は昼下がり 8. サヨナラ・マイ・ラブ 9. 君が優しすぎるから 10. Hi-Hi-Hi 11. ふりむいた君 12. あの娘はマーメイド 13. センチメンタル・カーニバル 14. ジャニスを聴きながら 15. バラの渚 16. 小麦色のヴィーナス 17. 北アルプス 18. サマー・エンジェル 19. 再会 20. いつも君のそばに 21. ネバー・マイ・ラヴ 22. あゝ人生に涙あり                            | |
| 2008年3月10日  | テイチクレコード   | CD             |            | あおい輝彦 スーパー・セレクション 1. あなただけを 2. センチメンタル・カーニバル 3. Hi-Hi-Hi 4. 二人の世界 5. 小麦色のヴィーナス 6. ジャニスを聴きながら 7. 燃えるサマーサンディー 8. 君、ただ一人 | |
| 2009年9月23日  | テイチクレコード   | CD             | TECE-1069  | テイチク ミリオンシリーズ あおい輝彦 1. あなただけを - 3:24 2. センチメンタル・カーニバル - 2:50 3. Hi-Hi-Hi - 3:33 4. 二人の世界 - 3:22 5. あしたこそは - 3:40 6. 夜明けのプレリュード - 3:14 7. 君、ただ一人 - 2:53 8. 水鳥たちの季節 - 3:17 9. 湘南ラブストーリー - 2:14 10. 燃えるサマーサンディー - 3:02 11. 夏のときめき - 2:42 12. あの娘はマーメイド - 2:15 13. 湘南ビーチガール - 2:45 14. 小麦色のヴィーナス - 3:36 15. ジャニスを聴きながら - 3:28 16. いつも君のそばに - 3:10 | |
| 2016年3月30日  | Sony Music         | CD             | MHCL-30366 | GOLDEN☆BEST あおい輝彦 RCAイヤーズ 1. 二人の世界 2. あの素晴しい愛をもう一度 3. 三人家族 4. 泪の河 5. 明日があるから 6. このさわやかな風に 7. 愛を求めて 8. 別れの朝 9. 知らない海へ一人で 10. メルシー・シェリー 11. 勝利への讃歌 12. 恋人たちの海 13. おいたち 14. 夜霧のかなたへ 15. 心の子守唄(ニンナ・ナンナ) 16. 愛の未完成 17. 白いブランコ 18. 生命をかけて 19. 時計を止めて 20. あかりを消して 21. 白い想い出の中で 22. ひとりの旅 23. 平和の握手(ケ・サラ) 24. 知床旅情         | アルバム『二人の世界/あおい輝彦の青春』『恋人たちの海』の全収録曲を収めたもの。                                                        |

### タイアップ曲
| 年             | 楽曲             | タイアップ                                     |
| -------------- | ---------------- | ---------------------------------------------- |
| 1968年         | 僕の秘密         | TBS系ドラマ「おやじ太鼓」挿入歌                |
| 1971年         | 二人の世界       | TBS系ドラマ「二人の世界」主題歌                |
| 1971年         | 三人家族         | TBS系ドラマ「3人家族」主題歌                   |
| 1980年         | 再会             | 日本テレビ系ドラマ「女の肖像」主題歌           |
| 1980年         | いつも君のそばに | TBS系ドラマ「雪姫隠密道中記」主題歌            |
| 1980年         | 遠い旅路         | TBS系ドラマ「雪姫隠密道中記」挿入歌            |
| 1984年         | 青い星から       | 日本バレーボール協会・公認楽曲                 |
| 1984年         | 金色のVictory    | 日本バレーボール協会・公認楽曲                 |
| 1987年         | 愛の歴史         | 三井ホーム・CMソング                           |
| 1988年〜2000年 | あゝ人生に涙あり | TBS系ドラマ「水戸黄門 (第18部〜第28部)」主題歌 |

## 出演

### NHK紅白歌合戦出場歴
| 年度/放送回               | 回 | 曲目         | 出演順 | 対戦相手 |
| ------------------------- | -- | ------------ | ------ | -------- |
| 1976年（昭和51年）/第27回 | 初 | あなただけを | 09/24  | 研ナオコ |

※出演順は「出演順/出場者数」で表す。

### 映画
- 君は恋人（1967年）ジャニーズに似た流し＝ジャニーズ（友情出演・ビクター）
- 続・人間革命（1976年） - 山本伸一 役
- 犬神家の一族（1976年） - 犬神佐清、青沼静馬 役
- 江戸川乱歩の陰獣（1977年） - 寒川光一郎 役
- 雲霧仁左衛門（1978年） - 因果小僧六之助 役
- 病院坂の首縊りの家（1979年） - 山内敏男 役
- 真田幸村の謀略（1979年） - 猿飛佐助 役
- きらめきの季節（1980年） - 峰岸竜哉 役
- 二百三高地（1980年） - 小賀武志 役
- 大日本帝国（1982年） - 小林幸吉 役
- 嵐を呼ぶ男（1983年） - 左京徹 役
- 海嶺（1983年） - 庄蔵 役
- 零戦燃ゆ（1984年） - 小福田租 役
- 大奥十八景（1986年） - 徳川家綱 役
- ふみ子の海（2007年） - 高野 役（友情出演）

### テレビドラマ
- 木下恵介アワー（TBS）
  - おやじ太鼓 第一部（1968年1月16日 - 10月8日） - 鶴亀敬四郎 役 ※第一部、第二部、共に、あおい輝彦本人が同名主題歌を歌っているが、音源は未発売。
  - 3人家族（1968年10月15日 - 1969年4月15日） - 柴田健役
  - おやじ太鼓 第二部（1969年4月22日 - 10月14日） - 鶴亀敬四郎 役
  - 兄弟（1969年10月21日 - 1970年4月14日） - 志沢順二 役
  - 二人の世界（1970年12月1日 - 1971年5月25日） - 榊原恒夫 役
- もも・くり三年（1968年8月22日 - 9月26日、テレビ朝日）
- 大河ドラマ / 天と地と（1969年1月5日 - 12月28日、NHK総合） - 武田義信 役
- 仇討ち 第16話「仇討選手」（1969年1月15日、TBS）
- なくてはならぬものがたり（1969年6月22日、TBS）
- 5人の危険屋 プロフェッショナル 第24話「反抗の条件」（1970年3月15日、TBS）
- 彦左と一心太助 第22話「やってくれたぜ！」（1970年3月30日、TBS）
- 冬の旅（1970年4月16日 - 7月9日、TBS） - 宇野行助 役
- あしたからの恋（1970年4月21日 - 11月24日、TBS） - 野口努 役
- 24才シリーズ / その10 六月の花嫁（1970年6月14日、TBS）
- 酒場の扉（1970年8月2日、TBS）
- 黄色いサンダル（1970年8月23日、TBS）
- 闘魂（1970年10月4日 - 1971年2月14日、日本テレビ） - 川島道夫 役
- 男は度胸（1970年10月9日 - 1971年10月1日、NHK総合） - 徳川継友 役
- 徳川おんな絵巻 第21話「雪サこんこん」、第22話「さいはての花ひらく」（1971年2月20日・27日、関西テレビ） - 松平武元 役
- 千葉周作 剣道まっしぐら（1971年、TBS）
  - 第12話「周作よ剣にきけ！」- 黒沢一郎太
  - 第25話「気はやさしくて力もち」- 新吉
- 清水次郎長（1971年5月8日 - 1972年4月29日、フジテレビ） - 森の石松 役
- 祝辞（1971年6月12日、NHK総合）
- さらば夏の日（1971年8月22日、TBS）
- 冬の華（1971年9月2日 - 12月9日、TBS） - 竹田乙彦 役
- あほんだれ一代（1971年9月6日 - 24日、NHK総合）
- 天下御免（1971年10月8日 - 1972年9月29日、NHK総合） - 赤星十三 役
- 夫婦学校（日本テレビ）
  - 第1期 第18回「赤ちゃん差し上げます」（1972年2月3日） - 佐々木康臣 役
  - 第2期 第2回「大安吉日」（1972年10月12日） - 石塚勝 役
- わが恋の墓標（1972年3月13日 - 4月3日、テレビ朝日）
- 心（1972年4月9日、TBS）
- お祭り銀次捕物帳（1972年5月6日 - 8月26日、フジテレビ） - 銀次 役
- もしか或る日（1972年9月10日、TBS）
- 姉さんの秘密（1972年9月16日、日本テレビ）
- かあさんの四季（1972年10月4日 - 1973年9月26日、フジテレビ）
- 赤ひげ（1972年10月13日 - 1973年9月28日、NHK総合） - 保本登 役
- ぜんまい仕掛けの柱時計（1972年11月4日、NHK総合）
- たけくらべ（1973年7月15日、TBS）
- 蝉しぐれ（1973年9月8日、日本テレビ）
- 肝っ玉捕物帳（1973年9月8日 - 1974年3月2日、フジテレビ）
- 水滸伝（1973年10月2日 - 1974年3月26日、日本テレビ） - 史進 役
- たんぽぽ 第1シリーズ（1973年12月3日 - 1974年5月6日、日本テレビ）
- みちくさ（1974年4月3日 - 6月26日、フジテレビ） - 宗助 役
- いわぬが花（1974年4月6日 - 6月29日、フジテレビ）
- かあさんの明日（1974年7月3日 - 9月25日、フジテレビ）
- 風は知っている（1974年9月22日、TBS）
- おんな浮世絵・紅之介参る!（1974年10月6日 - 1975年3月9日、日本テレビ） - 花川戸の夜太郎 役
- 春ひらく（1974年12月4日 - 1975年4月30日、フジテレビ）
- ふたりは夫婦 第23回「ロマンか不満か」（1975年3月17日、フジテレビ）
- 亜紀子（1975年4月3日 - 6月26日、日本テレビ）
- 魅せられた夏（1975年7月3日 - 10月9日、TBS）
- 女の足音（1976年4月7日 - 7月28日、フジテレビ） - 明日香慎吾 役
- その人は今…（1976年10月11日 - 1977年3月28日、NHK総合） - 東田啓一 役
- 悪女について（1978年4月6日 - 9月28日、テレビ朝日） - 鈴木義彦 役
- 夢のあとに（1978年4月21日 - 6月30日、TBS）
- 犬笛・娘よ、生命の笛を吹け（1978年7月7日 - 8月25日、日本テレビ） - 秋津四郎 役
- 検事霧島三郎（第一部）（1979年4月7日 - 5月19日、毎日放送）
- 大いなる朝（1979年8月27日、TBS） - 小山内薫 役
- 女の肖像（1980年1月15日 - 4月1日、日本テレビ） - 安見修 役
- スキーバスを追え!36人の乗客（1980年2月9日、テレビ朝日）
- 雪姫隠密道中記（1980年4月5日 - 9月27日、毎日放送） - 葵新之介 役
- ガン回廊の朝（1） ガンなんか負けてたまるか―現代の戦場（1980年5月29日、日本テレビ）
- 悪霊の住む家 危険な誘惑（1980年6月7日、テレビ朝日）
- わが首相のベッド ガン回廊の朝II（1980年7月10日、日本テレビ）
- ナショナル劇場・パナソニック ドラマシアター（TBS）
  - 水戸黄門（C.A.L）
    - 第11部  - 出羽庄内藩士 浜中弥太郎 役
      - 第1話「密命おびた逃亡者 -水戸-」（1980年8月18日）
      - 第6話「奇才・化け物祭り対決 -鶴岡-」（1980年9月22日）

    - 第18部 - 第28部（1988年9月12日 - 2000年11月20日） - 佐々木助三郎 役
    - 第20部
      - 第3話「情けが仇のとろろ汁 -駿府-」（1990年11月5日） - 但馬豊岡藩主・京極高永 役（一人二役）
      - 第12話「悪を糺す阿波踊り -徳島-」（1991年1月28日） - 新三 役（一人二役）

    - 第21部 第30話「帰らぬ夫は凶状持ち -行田-」（1992年10月26日） - 巳之助 役（一人二役）
    - 第23部 第13話「姫様狙う悪の罠 -福井-」（1994年10月31日） - 稲葉源三郎 役（一人二役）
    - 最終回スペシャル（2011年12月19日） - 謎の侍 役

  - 水戸黄門外伝 かげろう忍法帖 第1話「世の悪人輩よ覚悟しな!女は怖いぞくノ一忍法 -大和・郡山-」（1995年5月22日、C.A.L） - 佐々木助三郎 役
- 彩の女（1980年11月5日 - 1981年3月25日、フジテレビ）
- 大江戸捜査網 第495話「闇を裂く十手」（1981年5月30日、テレビ東京） - 多田平八郎 役
- 一本足の華燭（1981年12月3日、日本テレビ）
- 料理教室殺人事件 卵のトリック（1981年12月5日、テレビ朝日）
- 氷の女 私の姉を襲ったレイプ事件が平和な家庭を崩壊させた（1982年2月9日、日本テレビ）
- 女医のめざめる時?医大不正入学殺人事件（1982年4月1日、日本テレビ）
- 花の影（1982年4月14日 - 6月2日、フジテレビ）
- 危険な誘拐 貴女ならどうする!?（1982年5月22日、テレビ朝日）
- おはよう24時間（1982年6月3日 - 9月30日、TBS） - 綾部公 役
- ある青春の挽歌（1982年9月21日、日本テレビ） - 滝川真一 役
- いじわる看護婦(1)（1982年11月4日、フジテレビ） - 若先生 役
- 男はたいへん（1983年2月9日 - 3月2日、TBS）
- ミステリー Wの悲劇（1983年2月23日・3月2日、TBS） - 中里右京 役
- 長谷川町子のいじわる看護婦(2)（1983年4月4日、フジテレビ） - 若先生 役
- 白いかっぽう着の女（1983年4月10日、TBS）
- 泉ピン子のがんばれ!ジャガーズ（1983年4月25日、フジテレビ）
- 悲しみの交通刑務所 死んでもあなたを許さない（1983年6月20日、テレビ朝日）
- 女弁護士 朝吹里矢子7 モーテルの女が消えた!（1983年5月28日、テレビ朝日）
- 大奥（1983年8月2日 - 10月11日、関西テレビ） - 柳沢吉保 役
- 嫁姑 女のいくさ（1984年1月9日、テレビ朝日）
- 幻想花 白い肌が男を狙う…OLの異常な体験 抱かれて、燃えてだまされて…（1984年3月17日、テレビ朝日）
- いじわる看護婦(5)（1984年3月26日、フジテレビ） - 若先生 役
- 電話魔 どこまでも追いかけてくるあの声・ママが殺される!（1984年5月8日、日本テレビ）
- 溺れ蜜狂い蜜（1984年6月16日、TBS）
- ほとんど離婚（1984年7月12日 - 8月9日、テレビ朝日）
- 私の中の阿修羅!（1984年8月30日、日本テレビ）
- 年末時代劇スペシャル （日本テレビ）
  - 忠臣蔵（1985年12月30日・31日） - 赤埴源蔵 役
  - 白虎隊（1986年12月30日・31日） - 板垣退助 役
  - 田原坂（1987年12月30日・31日） - 大山巌 役
  - 五稜郭（1988年12月30日・31日） - 木戸孝允 役
  - 源義経（1991年12月31日） - 平宗盛 役
- ドラマスペシャル　谷崎・その愛、我という人の心は（1985年11月16日、NHK） - 貞之助 役
- 佐渡が島殺人事件 殺しの現場を激写した女カメラマン（1986年5月17日、テレビ朝日）
- 喪失 阿蘇天草殺人事件（1986年6月13日、フジテレビ）
- 隣人同志（1986年9月11日、日本テレビ）
- 弁護側の秘密（1986年9月19日、フジテレビ） - 水木邦夫 役
- ばら色の人生（1987年4月8日 - 7月8日、NHK）
- 砂の殺意 過ちを許せなかった女たち（1987年5月25日、フジテレビ）
- スケバン保母さん ツッパリ風雲録（1987年7月6日、フジテレビ） - 伊吹洋一 役
- 必殺剣劇人（1987年8月7日 - 9月25日、テレビ朝日） - すたすたの松坊主 役
- 一日未亡人 不信の夫婦にせまる殺人者の罠（1987年11月13日、フジテレビ） - 千賀義之 役
- 美空ひばり物語（1989年12月30日、TBS） - 長谷川一夫 役
- 柳生武芸帳（1990年4月2日、日本テレビ） - 松平伊豆守 役
  - 柳生武芸帳 柳生十兵衛五十人斬り（1990年10月1日）
  - 柳生武芸帳 京に渦巻く大陰謀!十兵衛と謎の姫君（1991年4月1日）
  - 柳生武芸帳 十兵衛あばれ旅（1991年10月1日）
  - 柳生武芸帳 十兵衛あばれ旅 伊達六十二万石の陰謀（1992年4月8日）
- 管理職降格（1990年6月7日、テレビ朝日）
- 遊の人 天下の御意見番大久保彦左衛門（1991年1月2日、TBS） - 一心太助 役
- おやじのヒゲ11（1991年11月4日、TBS） - てる 役
- 忠治旅日記（1992年2月24日、TBS） - 板割の浅太郎 役
- 子子家庭は危機一髪（1993年7月19日 - 9月3日、TBS） - 坂部辰弥 役
- カードGメン・小早川茜4（2002年3月4日、TBS） - 前田馨 役
- はぐれ刑事純情派（テレビ朝日）
  - 第15シリーズ 第2話「身代金2000万円と父が消えた!?安浦刑事を馬鹿野郎と呼んだ女」（2002年4月10日） - 田倉真治 役
  - 新春スペシャル「東京-稚内-礼文島北の最果て宗谷岬、それぞれの旅立ちさよなら、三波主任!」（2003年1月1日） - 大賀辰也 役
- 万引きGメン・二階堂雪10（2003年5月26日、TBS） - 野添 役
- 逃亡者おりん（2006年10月20日 - 2007年3月23日、テレビ東京） - 大岡忠光 役
  - 逃亡者おりんスペシャル（2008年9月19日・26日）
  - 逃亡者おりんスペシャル 最終章（2012年1月12日）
- 新春ワイド時代劇（テレビ東京）
  - 忠臣蔵 瑤泉院の陰謀（2007年1月2日） - 浅野長照 役
  - 戦国疾風伝 二人の軍師 秀吉に天下を獲らせた男たち（2011年1月2日） - 櫛橋伊定 役
- 事件13（2008年8月30日、テレビ朝日） - 大槻和夫 役
- アオイホノオ 第4話「いざ!東京出撃」（2014年8月9日、テレビ東京） - 矢吹丈 役（声）

### アニメ
テレビ
- あしたのジョー（1970年 - 1971年、フジテレビ） - 矢吹丈 役[18]
- あしたのジョー2（1980年 - 1981年、日本テレビ） - 矢吹丈 役[19]
- 走れメロス（1981年2月7日、フジテレビ）

映画
- あしたのジョー（1980年） - 矢吹丈 役
- あしたのジョー2（1981年） - 矢吹丈 役[20]
- 三国志 第一部 英雄たちの夜明け（1992年） - 劉備玄徳 役
- 三国志 第二部 長江燃ゆ!（1993年） - 劉備玄徳 役
- 三国志 完結編 遙かなる大地（1994年） - 劉備玄徳 役
- 風を見た少年（2000年） - フリッツ博士役[21]

### ゲーム
- ボクシングマニア あしたのジョー（2001年稼働、KONAMI） - 矢吹丈 役
- あしたのジョー 〜まっ白に燃え尽きろ!〜（2003年12月4日発売、KONAMI）- 矢吹丈 役
- ガールズRPG シンデレライフ（2012年3月8日発売、レベルファイブ） - 矢吹丈 役

### 吹き替え
テレビ
- WITHOUT A TRACE/FBI 失踪者を追え!（ジョン・マイケル"ジャック"・マローン〈アンソニー・ラパーリア〉）

映画
- スケアクロウ テレビ朝日放映版（フランシス・ライオネル・“ライオン”・デルブッキ〈アル・パチーノ〉）
- プリティ・ウーマン フジテレビ放映版（エドワード・ルイス〈リチャード・ギア〉）

### ナレーション
- NHK特集　1986年渡り鳥 謎の飛行（NHK総合）
- トリビアの泉 ～君の心に“へぇ”はあるかSP～ （2006年9月27日、フジテレビ） - 矢吹丈 役で副音声に出演
- テレメンタリー2017「反戦の紫電改 ～ちばてつや 平和の願い～」(2017年12月10日、テレビ朝日)

### バラエティ番組
- 夜のヒットスタジオ （フジテレビ）
  - 1971年5月10日 二人の世界
  - 1971年8月23日 ひとりの旅
  - 1972年1月3日 夜霧のかなたへ
  - 1972年5月1日 夜霧のかなたへ
  - 1976年7月19日 あなただけを
  - 1976年8月16日 あなただけを
  - 1976年11月8日 君が優しすぎるから
  - 1976年12月20日 君が優しすぎるから
  - 1977年1月24日 Hi-Hi-Hi
  - 1977年3月7日 Hi-Hi-Hi
  - 1977年4月4日 Hi-Hi-Hi
  - 1977年6月13日 センチメンタルカーニバル
  - 1977年7月4日 センチメンタルカーニバル
  - 1977年8月1日 センチメンタルカーニバル
  - 1977年9月26日 ジャニスを聴きながら
  - 1977年10月17日 ジャニスを聴きながら
  - 1978年1月30日 バラの渚
  - 1978年3月6日 バラの渚
  - 1978年7月31日 小麦色のヴィーナス
  - 1979年2月12日 北アルプス
  - 1979年5月21日 サマー・エンジェル
- シャボン玉ホリデー（日本テレビ）
- カックラキン大放送!!（1976年12月17日、日本テレビ） - 「俺たちの昼」ゲスト出演
- クイズでクイズ （1980年 - 1981年、日本テレビ） - 司会
- 徹子の部屋（1986年12月23日・2013年3月19日・2017年6月13日、テレビ朝日）
- 加トちゃんケンちゃんごきげんテレビ（1986年8月9日、TBS） - 番組内コーナー「THE DETECTIVE STORY」ゲスト出演
- 笑っていいとも!（1984年5月30日・1985年12月12日、フジテレビ） - 「テレフォンショッキング」ゲスト出演
- クイズ!!ひらめきパスワード（毎日放送）
- 今夜は最高!（日本テレビ）
- 午後は○○おもいッきりテレビ （日本テレビ） - 準レギュラー
- オールスター感謝祭（TBS）
- 遠くへ行きたい（よみうりテレビ）
- ライオンのごきげんよう（2001年8月、フジテレビ）
- わいわいスポーツ塾（TBS） - 竜雷太のピンチヒッターとして出演
- いつでも笑みを!（2004年7月31日、フジテレビ）
- いい旅・夢気分（テレビ東京）
- 水戸黄門〜伝統工芸漫遊記〜（BS-TBS、2012年7月6日）
- メレンゲの気持ち（2012年12月1日、日本テレビ）
- 酒旅〜そのSAKEに逢いにいく〜（BSフジ、2016年4月24日 - 12月24日）

### CM
- 沸騰浄水ジャーポット（Panasonic）
- 白角（サントリー） - 佐々木助三郎 役
- 日清食品 日清Spa王 たらこ（1995年） - 工藤静香と共演[22]。
- ヤマザキビスケット
- 中京医薬品
- BOSS（サントリー） - 漫画『あしたのジョー』にアテレコする男性 役
- メットライフ生命保険

### ラジオ
- あおい君と佐藤クン（ニッポン放送）
  - 1976年に同名の書籍が出版されている。
- あおい輝彦のザ・スーパーミュージック（綜合放送）

### 舞台
- 艶姿 水前寺清子〜真実一路のマーチ（1971年9月18日 - 24日、日本劇場）
- 冬の旅（1975年12月4日 - 27日、日生劇場） - 宇野行助 役
- 東宝ミュージカル / グリース（1977年11月3日 - 27日、日本劇場） - ダニー 役
- 松竹現代劇 / 三銃士（1978年12月4日 - 26日、日生劇場） - ポルトス 役
- アニーよ銃をとれ（1980年10月2日 - 25日、新宿コマ劇場） - フランク・バトラー 役
- 恐怖時代（1983年2月5日 - 28日、日生劇場） - 春藤家の太守役
- 美空ひばり特別公演 元禄おんな舞（1984年9月、梅田コマ劇場 / 11月1日 - 12月20日、新宿コマ劇場） - 佐吉 役
- ミュージカル されど写楽（1985年6月6日 - 29日、博品館劇場） - 今野写楽 役
- 青年（1986年） - 伊藤俊輔 役
- 遥かなり山河〜白虎隊異聞〜（1987年1月2日 - 2月27日、帝国劇場 / 5月、中日劇場） - 神保修理 役
- 必殺シリーズ放映十五周年記念興行 納涼必殺まつり（1987年8月1日 - 25日、京都・南座） - すたすたの松坊主 役
- モボ・モガたちの夢と純情歌集 有頂天時代〜銀座生れといたしましては（1988年1月4日 - 31日、銀座セゾン劇場） - 新太 役
- 水戸黄門（1988年、1989年、1993年、1995年、1996年、全国） - 佐々木助三郎 役
- 芸能生活35周年記念公演　若様風来坊（1998年6月 - 7月、全国）
- 夢追い目明かし謎の千両箱（1999年7月2日 - 26日、名鉄ホール）
- MIRACLE（2001年、2003年、2005年、全国） - シド 役
- 大江戸人情噺 奴と若様（2004年1月2日 - 27日、名鉄ホール） - 内藤孝之進 役
- ABC座2013 ジャニーズ伝説（2013年10月6日 - 28日、日生劇場） - ナレーション
- ABC座2014 ジャニーズ伝説（2014年5月9日 - 30日、日生劇場） - ナレーション
- 笑う門には福来たる〜女興行師 吉本せい〜（2014年11月 博多座）（2014年12月3日 - 25日、新橋演舞場）
- 少年たち 危機一髪!（2016年9月4日 - 28日、日生劇場） - ナレーション、看守役(声のみの出演)
- ABC座 ジャニーズ伝説2017（2017年10月7日 - 28日、日生劇場） - ナレーション、映像出演
- 少年たち そして、それから…（2018年9月7日 - 28日、日生劇場） - ナレーション
- ABC座 ジャニーズ伝説 2018（2018年10月7日 - 29日、日生劇場） - 映像出演
- ABC座 ジャニーズ伝説2019（2019年10月7日 - 29日、日生劇場）- 映像出演
- ABC座 ジャニーズ伝説2021 at IMPERIAL THEATRE（2021年12月7日 - 21日、帝国劇場）- 映像出演

### コンサート
- 芸能生活50周年記念コンサート あおい輝彦スペシャル・オンステージ ぼくたちの流行歌（2013年4月17日）